# Восстание Эскамбрай
Восстание Эскамбрай (исп. Rebelión del Escambray), официально «Война с бандитами» (исп. Lucha Contra Bandidos) — кубинское повстанческое движение первой половины 1960-х годов против режима Фиделя Кастро. Началом принято считать октябрь 1959 года, завершением — октябрь 1966 года, но основное противостояние пришлось на 1960—1965 годы. Опиралось на крестьянство горного региона Эскамбрай (центральная провинция Лас-Вильяс), оно распространялось и на другие территории. Выступало под лозунгами антикоммунизма и демократии, против диктатуры, огосударствления и аграрной коллективизации. Многие из повстанцев ранее активно участвовали в Кубинской революции. Восстание пользовалось ограниченной поддержкой США. Подавлено правительственными cилами, но сохранилось в традиции кубинской антикоммунистической оппозиции. Подавление восстания продлилось заметно дольше и потребовало значительно больших сил, нежели свержение Батисты.

## Предпосылки

### Правительственная политика
1 января 1959 года Кубинская революция свергла режим Фульхенсио Батисты. Новая власть во главе с Фиделем Кастро первоначально пользовалась поддержкой огромного большинства — до 98 % — населения страны. Однако с первых же месяцев ситуация начала меняться. Первоначальные заявления Кастро в духе «мы не коммунисты» расходились с явно прокоммунистической политикой.
Кубинская революция совершалась под демократическими, антидиктаторскими лозунгами. Однако пришедшая к власти группа, в которой главные позиции занимали Фидель Кастро, Рауль Кастро, Эрнесто Че Гевара, быстро сконцентрировала в своих руках всю полноту власти. Была начата ликвидация не только политической оппозиции, но и всех независимых общественных организаций и движений, в том числе профсоюзов. Была установлена жёсткая цензура. Начинались преследования инакомыслия, даже революционного толка. Проводилась политическая унификация на основе Движения 26 июля и Объединённых революционных организаций. Значительно возросла роль государственных ведомств, расширивших полномочия по сравнению с временами Батисты. Кастроизм и геваризм у власти приобретали типичные черты коммунистического государства.
Важным актом стала легализация 9 января 1959 года Народно-социалистической партии (PSP, кубинская компартия) и её демонстративное приближение к высшему руководству страны. Многих возмутили политические репрессии и казни (хотя поначалу большинство казнённых принадлежали к карательному аппарату батистовского режима). Особенно активные протесты вызвал арест революционного лидера Убера Матоса, большие подозрения — гибель Камило Сьенфуэгоса. Многие кубинцы с подозрением отнеслись к сближению с СССР: в этом виделись замена американских покровителей Батисты на советских и угроза национальной независимости. В силу всех этих причин стало распространяться представление о «преданной революции» и обманном захвате власти коммунистическим меньшинством.
Централизация, огосударствление, коллективизация проводились и в экономике. Рубежным актом стал первый закон об аграрной реформе мая 1959 года. Подготовленный под руководством Че Гевары, он ограничивал размеры частного землевладения в 3333 акра (частной недвижимости — в 1000 акров). Превышающие активы экспроприировались и либо распределялись между малоземельными крестьянами, либо переходили в собственность государственных хозяйств и кооперативов.

### Крестьянская оппозиция
Значительная часть крестьян закон поддержала, и многие из них во время восстания присоединились к правительственным ополченцам. Но крестьянское же сопротивление коллективизации и государственной бюрократии стало главной движущей силой восстания. В этом отношении Восстание Эскамбрай сравнивается с мексиканским движением кристерос, никарагуанскими контрас, российской Антоновщиной.
Крестьянская оппозиция отвергала городское административное вмешательство в сельские отношения собственности. Зажиточные крестьяне рассматривали экспроприацию как грабёж. Серьёзные и обоснованные подозрения вызывало упоминание о государственных и кооперативных хозяйствах: ожидалось, что государство конфискует крестьянскую собственность преимущественно в свою пользу. По закону создавалось Национальное агентство аграрной реформы (INRA) — правительственное ведомство с широкими административными полномочиями и 100-тысячной силовой структурой. Первым председателем INRA являлся сам Фидель Кастро. Исполнительный директор Антонио Нуньес Хименес, директор провинциального управления Лас-Вильяс Феликс Торрес, второй председатель Карлос Рафаэль Родригес были известны как убеждённые коммунисты (особенно функционер PSP Торрес), сторонники Че Гевары и сближения с СССР.
INRA быстро превратилось в один из ключевых властных органов и многими крестьянами воспринималось как враждебный аппарат. Дальнейшее развитие событий подтвердило адекватность опасений. Второй закон об аграрной реформе октября 1963 года уже прямо национализировал крестьянские хозяйства площадью свыше 67 гектаров. 70 % обрабатываемой земли сосредоточились в государственной собственности.
Законодательство об аграрной реформе стимулировало крестьянское сопротивление. Оно уходило корнями в кубинскую повстанческую традицию alzados — вооружённых крестьянских отрядов, сражавшихся против испанской колониальной администрации, латифундистов и правительственных чиновников. Но оппозиция комплектовалась и другими социальными группами. Не только крупными собственниками, компрадорами, чиновниками и силовиками Батисты. Большинство лидеров восстания и многие рядовые повстанцы незадолго до того были активными участниками Кубинской революции. Они происходили из Второго национального фронта, действовавшего во время революции в горном регионе Эскамбрай под социально-демократическими лозунгами.
Противников коммунистического курса возглавляли видные деятели революции, близкие сподвижники Фиделя Кастро — Элой Гутьеррес Менойо и Уильям Морган. В войне против Батисты они командовали Вторым национальным фронтом, отличились в боях и были известны как убеждённые демократы. Многие надеялись на их влияние и защиту. Однако Моргана и Гутьерреса Менойо быстро и резко оттеснила коммунистическая группа Че Гевары и Феликса Торреса.

### Фронт Эскамбрай
Второй национальный фронт, также Фронт Эскамбрай был открыт 10 ноября 1957 года в Банао, центральная провинция Лас-Вильяс, (ныне разделённая на провинции Вилья-Клара, Сьенфуэгос, Санкти-Спиритус). Командовали фронтом Элой Гутьеррес Менойо, Уильям Морган, Хесус Каррерас, Доминго Ортего Гомес, Эверардо Салас Вальдес. В 1958 Гутьеррес Менойо принял первую группу солдат и вооружение из Майами и объединился с местными повстанцами. Оставшееся после нападения на дворец оружие и машины были также распределены среди партизан. После нескольких стычек с армией Батисты был опубликован Манифест Эскамбрая — призыв восстановить действие демократической Конституции 1940 года и совершить социальную революцию. Фронт быстро усиливался благодаря присоединению многочисленных демократических активистов. К декабрю 1958 года он достиг численности в 3 тысячи человек. В отличие от «Движения 26 июля», Второй национальный фронт был почти свободен от коммунистического влияния, чем его участники впоследствии чрезвычайно гордились.
1 января 1959 года бойцы Фронта вступали в Гавану из первых отрядов революционной армии. Элой Гутьеррес Менойо пользовался широкой популярностью. Известный кубинский диссидент Карлос Альберто Монтанер описывал, как «Элой совершил немыслимое: переодевшись в форму офицера армии Батисты, он пробрался в одну из войсковых казарм и, разоружив командира, принудил его к сдаче крепости».
Но уже в 1959 году Гутьеррес Менойо выражал тревогу из-за быстрого дрейфа революционного правительства влево. Жёсткий радикализм правящей группы он считал опасным для страны. Сближаясь с коммунистами, правительство Кастро порывало со Вторым национальным фронтом, который постепенно превратился в оппозиционную силу. После чего официальная кубинская и советская пропаганда объявили Гутьерреса Менойо «эскамбрайским оборотнем».
К 1960 году ветераны Фронта Эскамбрай ещё занимали формально важные посты в армии и государственном аппарате. Однако команданте Элой Гутьеррес Менойо, Уильям Морган, Хесус Каррерас, Армандо Флейтес, Хенаро Арройо, Ласаро Артола, Ласаро Аскансио, капитаны Анхель Баньос, Рохер Редондо, Рамиро Лоренсо и многие другие являлись уже противниками правительства Кастро. Газета Noticias de Hoy утверждала, что «контрреволюция действует сейчас в тени. Она предпринимает попытки создать препятствия правительству, подорвать его экономически и тем самым задушить революцию».

## Структура восстания

### Участники и идеи
В вооружённом повстанческом движении Эскамбрая участвовали 5—6 тысяч человек, активное ядро составляли 2—3 тысячи. Количество формирований оценивается от 177 до 299. Численность типичного отряда составляла обычно около двадцати. Рядовые боевики обычно оставались в отряде лишь несколько месяцев. В большинстве своём это были крестьяне-собственники, реже сельскохозяйственные рабочие и «все социальные типы, обитающие в сельской местности». Преобладали люди активного возраста, от 20 до 45 лет. Многие из них имели длительный опыт вооружённой борьбы. Почти все повстанцы были белыми мужчинами-креолами. Чернокожие афрокубинцы исчислялись единицами. Женщина известна только одна.
Существенно, что сельское хозяйство Эскамбрая традиционно основывалась не на крупных плантациях, а на мелких крестьянских хозяйствах. Лозунги Кастро, направленные против латифундистов, не вызывали здесь отклика. Зато резко отторгались планы огосударствления и коллективизации, воплощённые в законах об аграрной реформе. Отвержение аграрной политики режима обычно расценивается как основное — хотя далеко не единственное — побуждение к восстанию. К деревенским повстанцам присоединялись выходцы из городов: рабочие (чаще всего механики или водители), студенты, мелкие бизнесмены, коммерсанты, владельцы аптек, мясных лавок и т. д. Представители интеллигенции (врачи, учителя, инженеры) были в восстании редкостью.
Повстанцы выступали под лозунгами антикоммунизма и конституционной демократии, против политической диктатуры и социально-экономического огосударствления, особенно в аграрной сфере. В целом идеология восстания основывалась на ранних лозунгах Кубинской революции: принципы демократии противопоставлялись новой диктатуре. Восстание понималось как продолжение освободительной борьбы в традициях восстаний alzados и войны за независимость.
Консервативные установки не играли заметной роли (поддержка католической церкви и участие священников были очень ограниченны и вскоре сошли на нет). До некоторой степени отмечался момент расовой розни, связанный с массовой поддержкой режима Кастро афрокубинцами; одно время среди части повстанцев был в ходу лозунг «Нет красным, нет чёрным!»
Несколько политических структур претендовали на выражение позиций восстания: Аутентичная революционная партия и Аутентичная организация, Движение революционного восстановления (MRR), Революционный студенческий директорат (DRE), Народно-революционное движение (MRP), Революционное движение 30 ноября (MR-30-N), Революционно-демократический фронт (FRD). Наибольшую активность проявляли MRR, MRP и MR-30-N. Во главе MRR стоял врач Мануэль Артиме, MRP возглавлял профсоюзный активист Мануэль Рей, MR-30-N — военнослужащий Хайрем Гонсалес. MRR взяла на себя политическую координацию, MRP — организацию забастовок, MR-30-N — диверсии и нападения на правительственные объекты в кубинских городах.

### Политические и военные лидеры
Главными идейными вдохновителями и политическими лидерами являлись:
- Орландо Бош — крайне правый антикоммунист, бывший активист антибатистовского вооружённого подполья, сподвижник и соперник Фиделя Кастро
- Элой Гутьеррес Менойо — демократический социалист, команданте Второго национального фронта, сподвижник Фиделя Кастро
- Мануэль Артиме — христианский демократ, бывший командир повстанческой армии, региональный администратор и функционер INRA
- Уильям Морган — кубинский революционер американского происхождения, команданте Второго национального фронта, сподвижник Фиделя Кастро

Главнокомандующими повстанческими силами в разные периоды являлись:
- Эвелио Дуке (1960—1961) — бывший боец революционной армии и функционер аграрной реформы
- Освальдо Рамирес (1961—1962) — крестьянин, бывший командир революционной армии и офицер революционной полиции
- Томас Сан-Хиль (1962—1963) — управляющий ранчо, землевладелец, агробизнесмен
- Хулио Эмилио Карретеро (1963—1964) — бывший военнослужащий режима Батисты, затем сотрудник полиции крестьянского происхождения
- Хосе Леон Хименес (Чеито Леон) (1964) — водитель грузовика

Среди командиров и боевиков наиболее известны
- Синесио Уолш — крестьянин, бывший активист Движения 26 июля и капитан революционной армии
- Плинио Прието — горожанин, преподаватель английского языка, бывший участник антибатистовского подполья, капитан Второго национального фронта революционной армии
- Эдель Монтьель — горожанин, врач, бывший капитан Второго национального фронта революционной армии
- Эусебио Пеньяльвер — афрокубинец, горожанин, бухгалтер, бывший лейтенант революционной армии в колонне Че Гевары
- Маргарито Ланса Флорес (Тондике) — афрокубинец, крестьянин
- Мануэль Пачеко Родригес (Конго Пачеко) — крестьянин, бывший боец революционной армии
- Сойла Агила Альмейда — горожанка, домохозяйка, бывшая боец революционной армии, единственная женщина в восстании
- Маро Борхес — крестьянин, бывший боец революционной армии
- Порфирио Ремберто Рамирес — горожанин, студент, активист DRE, бывший капитан революционной армии
- Висенте Мендес — крестьянин, бывший боец революционной армии

### Оперативное построение
Движение имело законспирированный координационный центр в Гаване. Эту структуру создали бизнесмены и антикоммунистические политики из Аутентичной партии. Во главе стоял оптовый торговец растительным маслом Хосе Рамон Руисанчес — племянник крупного дореволюционного политика Тони Вароны, премьер-министра Кубы в 1948—1950. Интересно, что правый деятель и сторонник союза с США Руисанчес принял псевдоним Команданте Аугусто в честь Аугусто Сесара Сандино.
Гаванский центр Руисанчеса поддерживал связь с кубинской политэмиграцией, ЦРУ и командирами повстанческих отрядов, которые с середины 1961 объединились в единую партизанскую армию. Через него поступало и распределялось финансирование повстанчества. Однако командные возможности Руисанчеса были ограничены, руководить политическими кампаниями и тем более военными операциями он не имел возможности. Его оперативная функция сводилась к координации по радиосвязи. Однако далеко не все повстанческие отряды имели радиопередатчики. Отряды действовали самостоятельно, по мере возможности согласовывая полевые операции.
Вооружение повстанцев значительно уступало правительственным силам. Оно сводилось к устаревшему стрелковому оружию американского, иногда мексиканского, бразильского или доминиканского производства. Предпочитали пистолет-пулемёт Томпсона, пистолет-пулемёт M3, самозарядные карабины M1 и Cristóbal M2, автоматическую винтовку Garand, пулемёты Browning M1917 и Mendoza C-1934. Часто использовались дробовики, револьверы, магазинные винтовки Springfield.

## Правительственные силы

### Армия, ополчение, МВД
Правительство Кастро направило против повстанцев крупные соединения своих регулярных войск. Но основную массу правительственных сил составляло ополчение milicias, специально созданное для подавления повстанчества. Регулярные войска в Эскамбрае состояли из кадровых офицеров и призывных солдат. Ополченцы вербовались во всех слоях кубинского общества. Предпочтение отдавалось молодым, нередко подросткам.
Уже в 1960 общее количество правительственных сил в Эскамбрае достигало 70 тысяч. Всего за 1960—1965 через эскамбрайские бои были проведены 250—300 тысяч человек. Таким образом, численное превосходство правительственных войск с самого начала было подавляющим. Типичной ситуацией считалась отправка полуторатысячного подразделения против пяти-десяти человек (причём цель — ликвидация или пленение — далеко не всегда оказывалась достигнута).
Стратегия основывалась на постоянном жёстком военном давлении — не позволить повстанцам где-либо закрепиться, держать их в состоянии непрерывного боя до ликвидации или сдачи. В этом состояло серьёзное отличие от «вялой» тактики войск Батисты 1950-х годов, которая позволила повстанцам создать свою зону контроля, заявить о себе и развить наступление. Правительство Кастро сделало выводы из провала прежнего противника и эффективно применило на практике.
Важную роль играло также МВД во главе с Рамиро Вальдесом, в подчинении которого находились полиция и органы госбезопасности (в то время назывались G-2). Постепенно G-2 во главе с заместителем Вальдеса Мануэлем Пиньейро и Исидоро Мальмиерка Пеоли создали довольно эффективную сеть осведомителей и провели против повстанцев ряд успешных спецопераций.
На вооружении правительственных сил, наряду с советскими ППШ, ППС, миномётами М37, состояли пистолет-пулемёты и самозарядные винтовки чехословацкого производства — Sa vz. 23, Vz. 52, бельгийские автоматические винтовки FN FAL, американские базуки. По тем временам это было современное оружие, превосходившее повстанческое. Широко использовался армейский автотранспорт. В крупных операциях применялись лёгкая артиллерия, бронетехника, советские танки и вертолёты. Таким образом, многократный численный перевес правительственный стороны дополнялся лучшим вооружением.

### Социальная и идеологическая сторона
Создание milicias позволило усилить мобилизационный контроль над кубинским обществом. Эскамбрай был превращён в своего рода боевой полигон. Впоследствии ополченцы составили идеологически мотивированный кадровый резерв режима. С другой стороны, молодые наскоро обученные ополченцы часто отступали или проигрывали боестолкновения численно меньшим, но более опытным повстанцам. Обычно срок пребывания в зоне боёв составлял два месяца — едва получив какой-то опыт, ополченцы возвращались по домам.
Идеология контрповстанчества основывалась на поддержке режима Кастро. Всё однозначнее становились коммунистические черты. Подавление восстания официально называлось Lucha Contra Bandidos — «Война с бандитами». Официальная пропаганда характеризовала повстанцев как контрреволюционеров и уголовных преступников, приписывала им стремление реставрировать дореволюционный режим, гипертрофировала их связи с США. Педалировались мотивы «темноты и невежества» крестьянства, криминальных традиций разбоя в сельской местности.

### Командование
Личное участие в подавлении восстания принимал Фидель Кастро. Регулярное командование осуществляли:
- команданте Хуан Альмейда Боске — командование Центральной зоной вооружённых сил Кубы
- команданте Рауль Менендес Томассевич — общее военное руководство, командование «отделом борьбы с бандитами»
- команданте Мануэль Фахардо — оперативное командование в Эскамбрае
- команданте Дермидио Эскалона — оперативное командование в Эскамбрае
- команданте Лисардо Проенса Санчес — командование LCB в Матансасе
- команданте Виктор Дреке — командование полицейскими силами в Эскамбрае, командование LCB Центральной армии
- старший лейтенант Анибаль Велас — руководство органами госбезопасности провинции Лас-Вильяс
- лейтенант Луис Фелипе Денис — руководство оперативными службами госбезопасности в Эскамбрае

В политическом руководстве контрповстанчества важное место занимал Феликс Торрес. Широкую известность в качестве командиров и оперативников правительственных сил приобрели командир milicias лейтенант (впоследствии майор) Густаво Кастельон, капитан (впоследствии подполковник) Хуан Вильялобос (Пуро), лейтенант госбезопасности (впоследствии подполковник) Лонгино Перес Диас, лейтенант госбезопасности (впоследствии бригадный генерал) Андрес Лейва Кастро.

## Ход восстания

### Акты «прелюдии»
Вооружённое сопротивление началось уже в 1959 году. Поначалу оно исходило от ушедших в подполье военнослужащих и сторонников режима Батисты. Согласно устной традиции, первыми мятежниками считаются Рамон Трухильо и Луис Сантана Гальярдо (Луис Варгас) (он же оставался одним из последних). По документальным источникам, первую организованную группу организовал капрал батистовской армии Луис Лара Креспо (Кабо Лара, Кабито), в апреле бежавший из революционной тюрьмы в горы Гуанигуанико. Он перебрался в Пинар-дель-Рио, собрал группу из четырёх человек и предпринял несколько вооружённых атак. Вскоре группа была разбита патрулём milicias, Лара Креспо захвачен и расстрелян.
В августе 1959 в аэропорту Тринидада органы госбезопасности перехватили груз стрелкового оружия. Оно предназначалось для антикастровских заговорщиков, связанных с антикоммунистическим диктатором Доминиканской Республики Рафаэлем Трухильо. В октябре группа вооружённых кубинских политэмигрантов под командованием Арментино Фериа Переса (Индио) (криминальный авторитет времён Батисты) высадилась в Орьенте. Боевики планировали организовать на востоке острова повстанческий фронт, но были разгромлены правительственными войсками, Фериа Перес убит.
Группа Лары Креспо, «Тринидадский заговор» и высадка в Орьенте считаются своеобразной «прелюдией» к Восстанию Эскамбрай.

### Начало в Эскамбрае

#### Первые мятежи
Первое повстанческое формирование в Эскамбрае собрал в начале 1960 года мясник Педро Родригес (ранее не имевший отношения к политике). Вскоре он был выслежен правительственными войсками и убит в перестрелке. Следующий отряд организовал в Фоменто бывший батистовский солдат Виктор Гамес (ему оказали финансовую помощь местные владельцы ранчо). Выступления Родригеса и Гамеса ещё носили одиночный характер и не являлись частью более широкого повстанческого движения.
Примерно в то же время подняли мятеж трое младших офицеров революционной армии — Хоакин Мембибре, Диосдадо Меса, Висенте Мендес. Они захватили оружие в своей казарме и ушли в горы. Это было уже принципиально новым явлением: первое антикастровское выступление прежних революционных активистов.

#### Отряд Уолша
К весне 1960 года в Эскабрае возникло более десятка повстанческих очагов. В большинстве случаев их возглавляли недавние участники революции. На первый план выдвинулись Эвелио Дуке, Освальдо Рамирес, Плинио Прието, Эдель Монтьель и Синесио Уолш. Все пятеро недавно были командирами революционной армии, а Рамирес даже офицером революционной полиции и районным администратором. Отдельный отряд сформировал Элой Гутьеррес Менойо.
Выработалась боевая тактика: партизанские атаки на армейские, милицейские и ополченские патрули и подразделения, нападения на административные и политические объекты, особенно офисы INRA, уничтожение государственного и кооперативного имущества — посевов, торговых учреждений, складов продукции, транспорта. Впоследствии под ударом оказались участники кампании по ликвидации неграмотности — повстанцы рассматривали их как коммунистических пропагандистов. Акции старались совершать в отдалении от мест базирования в горных укрытиях. Стратегический план предполагал закрепление в Эскамбрае и создание военно-политического плацдарма для наступления на Гавану — подобного Сьерра-Маэстре в наступлении Кастро. Но для победы считались необходимыми выступления вооружённого подполья в городах и массированная высадка эмигрантов при американской поддержке.
Гаванский центр Руисанчеса сделал организационную ставку на MRR, получавшее наибольшую финансовую помощь от ЦРУ США. MRR установило связь с отрядом Синесио Уолша. Курирование из эмиграции взял на себя Орландо Бош, возглавивший небольшую, но активную антикоммунистическую организацию Движение за независимость и революционное восстановление (MIRR). Бош оперативно организовал поставки оружия для партизан Уолша. Непосредственный контакт с эскамбрайским отрядом установили активисты подпольного MRR Рохелио Гонсалес Корсо и Армандо Сальдивар.
К лету 1960 года отряд численностью около ста человек превратился в полевой центр движения. База располагалась в Нуэва-Мундо (район Маникарагуа провинции Лас-Вильяс). К Синесио Уолшу примкнули Эусебио Пеньяльвер, Плинио Прието, Порфирио Ремберто Рамирес, Висенте Мендес, другие авторитетные командиры. По предложению Руисанчеса и Дуке командиры подписали «Пакт единства» и заявили о присоединении к FRD. Канал снабжения оружием организовал Уильям Морган.
Формирование было замечено властями и поставлена задача ликвидации. Против него выдвинулись milicias под командованием лейтенанта Обдулио Моралеса Торреса, племянника Феликса Торреса. В первом боестолкновении Моралес Торрес был убит. Отряд разделился на несколько групп и попытался сменить место базирования. Однако Феликс Торрес взял ликвидацию на личный контроль и выделил крупные силы войск и ополчения. Инструктировать командиров прибыл лично Фидель Кастро, командование было поручено Мануэлю Фахардо и Виталио Акунье. В ряде столкновений с 8 сентября по 6 октября 1960 отряд Уолша был разбит, повстанческая «группировка Нуэва-Мундо» ликвидирована. Командиры попали в плен, был арестован G-2 и Гонсалес Корсо.
По приговору суда были расстреляны Синесио Уолш, Плинио Прието, Порфирио Ремберто Рамирес, Рохелио Гонсалес Корсо и ещё несколько человек. В Гаване разогнана полицией студенческая демонстрация в защиту Ремберто Рамиреса, которому Кастро лично обещал сохранить жизнь. Другие бойцы отряда были приговорены к длительным срокам заключения. Эусебио Пеньяльвер, один из немногих повстанцев-негров, провёл в тюрьмах 28 лет. Он избежал расстрела только потому, что власти посчитали пропагандистски вредной казнь чернокожего.

#### Бои восьми колонн: командование Дуке
10 декабря 1960 года Эвелио Дуке объявил себя главнокомандующим повстанческими силами. В этом качестве его утвердил Руисанчес. За две-три недели Дуке сумел сформировать семь партизанских колонн общей численностью 300—350 бойцов.
1-я колонна имела штабной статус, командовали Эвелио Дуке и Эдель Монтьель. Командирами 2-й колонны являлись Диосдадо Меса и Висенте Мендес, 3-й колонны — Сакариас Лопес, 4-й колонны — Исмаэль Латиго Эредиа и Виктор Гамес, 5-й колонны — Исмаэль Рохас, 6-й колонны — Эдгар Кахигас, 7-й колонны — Карлос Дуке.
Особое место занимала 8-я колонна, которую сформировал Освальдо Рамирес. Для Рамиреса не могло быть речи о подчинении Дуке. Руисанчес пошёл ему навстречу, предоставив широкую оперативно-боевую автономию. Дуке вынужден был принять такие условия. 8-я колонна стала самым активным повстанческим подразделением, Рамирес быстро приобрёл репутацию «самого дерзкого партизана».
В ноябре 1960 года ликвидацию эскамбрайского повстанчества Фидель Кастро поручил команданте Мануэлю Фахардо, известному под прозвищем Пити. Фахардо был лично близок к Кастро, являлся его семейным врачом, после прихода к власти возглавлял военно-оперативные службы Сьерра-Маэстры. Перевод Фахардо в Эскамбрай отражал значение, которое Кастро придавал ситуации в регионе. 29 ноября 1960 года Мануэль Фахардо был убит в деревне близ Тринидада при боестолкновении с партизанами Эделя Монтьеля (по другой версии, он погиб от случайной пули солдата правительственных войск).

#### «Первая чистка»
Гибель одного из ближайших сподвижников Кастро воспринял как личное оскорбление. Он отдал приказ любыми средствами в кратчайшие сроки покончить с повстанчеством. Командование было поручено команданте Дермидио Эскалоне. Несколько раз Фидель Кастро лично посещал зону боёв и инструктировал войска. С декабря 1960 по март 1961 года в Эскамбрае проводилась крупная войсковая операция, известная как La Primera Limpia del Escambray — «Первая чистка Эскамбрая». Официально она именовалась Operación Jaula — Операция «Клетка».
С правительственной стороны участвовали более 60 тысяч человек. Тактика основывалась на плотном блокировании небольших повстанческих групп и тщательном прочёсывании местности многократно превосходящими силами. Тысячи солдат развёртывались против небольших групп повстанцев и брали в плотное кольцо. Выполняя приказ Кастро, армейские части должны были действовать быстро и беспощадно, подавляя все попытки сопротивления. Подразделения milicias размещались в крестьянских домах и на фермах. Жёстко блокировались все автомагистрали и горные дороги, конфисковывались лошади и даже ослы. Крестьяне, заподозренные в связях с повстанцами, будь то мужчины или женщины, депортировались, направлялись в штрафные батальоны, заключались в специальные лагеря.
Преимуществами повстанцев были хорошее знание местности и боевой опыт. (Не случайно Кастро подчёркивал в своих инструкциях: действия совершать только в дневное время, по возможности избегать ночных передвижений.) Несколько крупных столкновений января 1961 года — в Арройо, Куатро, Маникарагуа, под Санкти-Спиритусом — окончились победой повстанцев. Особую активность и ярость проявляла 8-я колонна Рамиреса. Формирование разделилось на двенадцать мобильных групп численностью девять-двенадцать человек каждая. Такая структура оказалась эффективнее крупных отрядов для внезапных скоротечных атак.
Партизаны демонстрировали не только упорство в боях, но и жестокость к пленным и гражданским коммунистическим активистам. Наиболее известно убийство молодого чернокожего учителя Конрадо Бенитеса. Это событие широко использовалось властями в антиповстанческой пропаганде. После этого Рамирес запретил расправы над гражданскими лицами; исключения допускались только в отношении агентов госбезопасности при наличии доказательств совершённых ими убийств.
Военная кампания осени 1960 — весны 1961 года привела к большим потерям повстанцев. Погиб Исмаэль Эредиа, были захвачены в плен Карлос Дуке, Сакариас Лопес, Виктор Гамес. Эвелио Дуке, Эдель Монтьель, Висенте Мендес, Хоакин Мембибре, Диосдадо Меса разными способами покинули Кубу. В январе 1961 года Элой Гутьеррес Менойо перебрался в США, где создал военно-политическую организацию Альфа 66.
11 марта 1961 года были расстреляны Уильям Морган и его соратник Хесус Каррерас. Однако большинству сторонников Моргана удалось бежать. Долгое время они укрывались в Ки-Уэсте, а затем перебрались в Техас. Там они были арестованы местными властями, но уже 8 июня 1961 года оказались на свободе. После освобождения лидеры Второго национального фронта собрались в Майами. Решено было реорганизовать, поддерживая связь с немногими уцелевшими на Кубе. В это время тысячи повстанцев, возвратившихся в горы Эскамбрай, планомерно уничтожались войсками Кастро.
Несколько разрозненных повстанческих отрядов объединяли лишь около двухсот человек. В марте начался отвод войск и ополчения из провинции Лас-Вильяс. Однако самая боеспособная из повстанческих групп — 8-я колонна — продолжала вооружённую борьбу. Освальдо Рамирес сделался бесспорным лидером движения.

### Разгар вооружённой борьбы

#### «Стратегия Сикатеро»: командование Рамиреса
Примерно через месяц после окончания «Первой зачистки» была совершена высадка в Заливе Свиней. Попытка вооружённого свержения Кастро, предпринятая кубинскими эмигрантами (Бригада 2506) при американской поддержке окончилась полным разгромом. Организаторы высадки никак не координировали свою операцию с эскамбрайским повстанчеством и городским подпольем. Партизанские командиры Эскамбрая даже не были проинформированы. Это вызвало среди повстанцев разочаровании в помощи США.
Победа на Плайя-Хирон укрепила режим Кастро. Он официально провозгласил социалистический характер Кубинской революции и ускорил сближение с СССР. Аграрная политика ужесточилась: учреждена новая бюрократическая структура — Национальная ассоциация сельскохозяйственных производителей (ANAP), началась коллективизация мелкой земельной собственности, установлены низкие монопольные цены при сдаче продукции и нормированное распределение. INRA перешло к курсу на огосударствление, ANAP группировала мелких сельхозпроизводителей под этот процесс.
Освальдо Рамирес и его соратники перешли к «опоре на собственные силы», без расчёта на помощь извне. 15 июля 1961 года в горном селении Сикатеро состоялась встреча командиров крупнейших отрядов. Была учреждена Национально-освободительная армия (ELN) — Кубинская антикоммунистическая армия с оперативным штабом. Политическим крылом ELN являлся Объединённый революционный фронт Эскамбрая (FURE). Главнокомандующим ELN и председателем FURE был утверждён Освальдо Рамирес. Его кандидатуру утвердил из Гаваны Руисанчес. Рамирес дал торжественное обещание сокрушить коммунистический режим на Кубе или погибнуть на Кубе.
Вокруг Освальдо Рамиреса сгруппировались опытные командиры: Томас Сан-Хиль (заместитель и начальник штаба), Конго Пачеко, Бенито Кампос, Хулио Эмилио Карретеро, Карлос Гонсалес Гарника, Густаво Адольфо Сархент, Агапито Гуапо Ривера, Педро Гонсалес Санчес, Хуан Фелипе Кастро, Амольдо Мартинес Андраде, Адальберто Мендес Эскихаррос, Хосе Леон Хименес (Чеито), Маргарито Ланса Флорес (Тондике), Хесус Реал Рамон (Реалито), Манолито Родригес (Хабанеро), Маро Борхес, Ригоберто Тартабуль, братья Беньямин и Блас Тардио, братья Порфирио и Педро Гильен.
Почти все командиры, подобно Рамиресу, были крестьянами, обычно средними или зажиточными. Исключение составляли крупный землевладелец Сан-Хиль, рабочий-водитель Чеито, менеджер энергетической компании Хабанеро и негр Тондике, принадлежавший к крестьянской бедноте. (Своим расовым и социальным положением Тондике вызывал особую ненависть сторонников режима, поскольку, как и Пеньяльвер, разрушал картину единодушной поддержки Кастро малоимущими афрокубинцами.) Мулат Тартабуль происходил из политически разделённой семьи: двое его братьев были бойцами milicias. Большинство командиров ранее участвовали в Кубинской революции, но стояли на антикоммунистических позициях.
1961—1962 годы являлись самым активным и ожесточённым периодом восстания. Партизанское движение охватило всю провинцию Лас-Вильяс. Образовался отдельный Южный фронт Льяно под командованием Гонсалеса Гарники. На севере провинции действовал отряд Тондике. В городах за пределами Эскамбрая формировались подпольные структуры FURE, во главе которых стоял тесно связанный с Рамиресом активист MRR Луис Родригес Гонсалес. 10 ноября 1961 года было также объявлено о восстановлении военно-политической структуры Второго национального фронта под командованием Эверардо Саласа (однако в отсутствие Гутьерреса Менойо Фронт не имел прежнего авторитета и значительно уступал ELN).
Тактика повстанческой борьбы оставалась прежней, выработанной ещё при Синесио Уолше: партизанские рейды, атаки, поджоги государственных объектов, скоротечные боестолкновения. Повстанцы базировались в труднодоступных горных ущельях, закрепиться на значительной равнинной территории не удавалось. Однако Рамирес сумел создать разветвлённую сеть поддержки ELN среди населения. Сочувствующие партизанам снабжали их разведданными, продовольствием и одеждой, предоставляли временные укрытия. Информаторы были заведены даже в рядах milicias.
Самые крупные боестолкновения произошли в октябре 1961 года. Повстанцы атаковали казармы milicias в Пахарито, подожгли несколько государственных экспортных складов и кооперативных полей близ Сьенфуэгоса, блокировали автотрассу к направлении Сулуэты. Отряд Тартабуля организовал на шоссе в Куманайягуа успешную засаду на milicias. В селении Ханабанилья около двух десятков ополченцев погибли в столкновении с отрядом Фелипе Кастро. Под Фоменто, Баэсом, Маникарагуа регулярно обстреливались армейские транспорты. В ряде мест Лас-Вильяс были сожжены фермы, принадлежавшие сторонникам Кастро и осведомителям G-2.
С обеих сторон вновь совершались жестокости в отношении гражданского населения. Захваченные повстанцы подвергались внесудебным казням, иногда пыткам. Насилия над невооружёнными сторонниками Кастро чаще других совершали боевики Тондике, Реалито и Карретеро. 26 ноября 1961 года в селении Лимонес-Кантеро близ Тринидада повстанцы Карретеро убили Мануэля Аскунсе Доменека и Педро Лантигуа Ортегу. Шестнадцатилетний Аскунсе был членом бригады по ликвидации неграмотности имени Конрадо Бенитеса, крестьянин Лантигуа пустил его жить на своей ферме. Партизаны считали первого коммунистическим агитатором, второго коммунистическим пособником. Оба были убиты с особой жестокостью. Это двойное убийство было использовано официальной пропагандой так же, как и гибель Бенитеса. По всей стране прокатилась волна возмущения и отторжения повстанчества.
Несколько ранее представитель Фиделя Кастро Фауре Чомон — бывший начальник Рамиреса в «Революционном директорате 13 марта» — предложил Освальдо Рамиресу прекратить сопротивление и сдаться властям. Кастро обещал Рамиресу персональную амнистию (единственный такой случай за годы восстания). Рамирес отказался и предложил Кастро самому сложить оружие и прибыть в Эскамбрай на беседу, причём также гарантировал ему жизнь. Кастро предложением не воспользовался. Отряд Рамиреса продолжал сражаться в горах.

#### «Вторая чистка»
С октября 1961 года власти начали новую массированную контрповстанческую операцию. В историю восстания она вошла как La Segunda Limpia del Escambray — «Вторая чистка Эскамбрая». По поручению Кастро командование принял команданте Рауль Томассевич, известный жёсткостью и склонностью к нестандартным действиям. В зону вновь были стянуты силы общей численностью от 70 до 100 тысяч военных и ополченцев, оснащённые бронетехникой и вертолётами.
29 ноября 1961 года правительство Кастро утвердило Закон N 988. Официально устанавливалась смертная казнь за «контрреволюционную деятельность, сопряжённую с убийствами, саботажем и уничтожением национального богатства» (важным тезисом являлось также указание на «контрреволюционную пропаганду») . Расстрелы могли производиться по военному приказу, без судебной процедуры. Закон предусматривал также конфискацию имущества «бандитов и бандпособников». Сотни крестьянских семей подлежали выселению. В Тринидаде разместился региональный центр G-2 с собственной тюрьмой и расстрельной командой.
К весне 1962 года были ликвидированы несколько крупных повстанческих отрядов. Погибли в боях либо расстреляны в плену видные командиры — Тондике (ликвидацией чернокожего партизана руководил другой афрокубинец — Дреке), Хабанеро, Конго Пачеко, Рафаэль Гарсиа Катала. Были убиты или захвачены и большинство командиров Второго национального фронта, 19 июля 1962 расстрелян Эверардо Салас. Фронт фактически перестал существовать.
Органы госбезопасности под руководством Лейва Кастро сформировали разветвлённую сеть информаторов. Был перевербован один из агентов Рамиреса — врач сельской больницы. С вертолёта он указал расположение повстанческого лагеря.
16 апреля 1962 года горная база в Лос-Арамос-дель-Веласкес, где находился Освальдо Рамирес, была атакована правительственными силами. Завязался упорный бой. Поначалу Рамиресу снова удалось прорваться сквозь окружение и скрыться. Однако несколько часов спустя он был убит в перестрелке с ополченцем-коммунистом по прозвищу Эль-Янки. Смерть Освальдо Рамиреса нанесла сильнейший удар повстанческому движению.

#### «Сильная рука» против спецназа: командование Сан-Хиля
Три месяца спустя, 19 июля 1962 года, повстанческие командиры собрались в Ойо-дель-Наранхале. Главнокомандующим ELN был избран Томас Сан-Хиль, его заместителем и начальником штаба — Хулио Эмилио Карретеро. Ядро ELN составляли четырнадцать отрядов общей численностью около трёхсот человек. Стратегия оставалась прежней: вооружённая борьба в Эскамбрае с расчётом на распространение восстания по всей Кубе.
Боевой почерк Томаса Сан-Хиля отличался жёсткой наступательностью. В 22 года он был прозван «сильной рукой Эскамбрая». На всех направлениях атаки повстанцев усилили интенсивность и сопровождались большими потерями с обеих сторон. Участились нападения на военные и ополченские казармы, обстрелы автотранспорта, блокирования магистралей, убийства сторонников Кастро. Был сформирован повстанческий спецназ, которым командовал Нило Армандо Сааведра Хиль (Манди Флоренсиа), отлажена система контрразведки, пресечены несколько попыток убийства Сан-Хиля. Информационную систему повстанцев и продовольственное снабжение организовали мать и сестра Сан-Хиля. Этот период отмечен вспышкой вооружённых бунтов в разных населённых пунктах Лас-Вильяс, значительно пополнился состав эскамбрайских отрядов.
Контакт с ELN восстановило эмигрантское MRR и группа Рауля Диаса Торреса (ветеран Движения 26 июля, участник экспедиции Гранмы, порвавший с режимом Кастро). Однако сотрудничество повстанцев с кубинской эмиграцией резко осложнилось после урегулирования Карибского кризиса: американо-советские договорённости («пакт Кеннеди — Хрущёва») означали формальный отказ США от военной поддержки кубинской оппозиции.
3 июля 1962 года командующий правительственными войсками Центральной зоны (включала провинцию Лас-Вильяс) команданте Хуан Альмейда Боске подписал Директиву 00023 — о создании контрповстанческих спецподразделений «Lucha Contra Bandidos» — LCB. Фактически было признано, что подавляющего численного превосходства армии и ополчения недостаточно для победы над «bandidos». Требовался высокий уровень военного профессионализма и серьёзная мотивация. Спецназ LCB комплектовался, с одной стороны, из бойцов крестьянского происхождения, прошедших элитную подготовку, с другой — из военнослужащих, подвергнутых уголовному преследованию либо дисциплинарным взысканиям (то и другое снималось за боевые успехи). Основными свойствами этих подразделений являлись повышенная мобильность и адаптация к местности — что отсутствовало у milicas. Фактически против партизан стали применяться партизанские методы.
Командование LCB принял Рауль Томассевич, его заместителем назначен хорошо знакомый с местными условиями команданте Лисардо Проенса. Было установлено двойное подчинение армейскому командованию и МВД: команданте Виктор Дреке возглавил «территориальные» (полицейские) части спецназа LCB, лейтенант Луис Фелипе Денис — Buró de Bandas Escambray (BBE, Бюро по бандам Эскамбрая) в структуре госбезопасности.
Первым крупным успехом LCB стала ликвидация в начале августа отряда Хильберто Родригеса в районе Лас-Куэвас близ Тринидада. Операция проводилась в координации с G-2. В начале 1963 года LCB и milicias провели несколько успешных контрповстанческих операций. Были ликвидированы активные отряды Порфирио Гильена, Селестино Рохаса, Осириса Борхеса; в Гаване G-2 разгромила подпольную сеть и арестовала Родригеса Гонсалеса. 28 февраля 1963 года спецназовцы и ополченцы под командованием Вильялобоса и Кастельона окружили повстанцев на ферме Майсинику. Томас Сан-Хиль был убит, вместе с ним погиб и Манди Флоренсиа. Эти события рассматриваются как переломный момент, начало конца восстания.

### Поражение восстания

#### План отступления: командование Карретеро
Новым главнокомандующим ELN стал Хулио Эмилио Карретеро (заместителем — Хосе Леон Хименес). Его стратегия отличалась от периода Рамиреса и Сан-Хиля. Карретеро ставил задачу уже не столько развёртывание наступления, сколько сохранение повстанческих сил на будущее, до благоприятного изменения обстоятельств. Однако обстоятельства менялись в пользу кубинских властей.
За весну-лето 1963 года LCB, G-2 и milicias ликвидировали отряды Мануэля Васкеса Вэры, Рамона Галиндо Альмейды, Филиберто Гонсалеса Гарсиа, Селестино Аларкона Риверо, Ригоберто Охеды, Педро Леона Эрнандеса. В Санта-Кларе госбезопасность ликвидировала активную подпольную группу. Особое значение имели ликвидации отрядов Сархента и Реалито, осуществлённые под командованием Пуро Вильялобоса: первый имел статус колонны Северного фронта и регулярную связь с эмигрантами, второй отличался особой активностью и жестокостью.
Повстанцы продолжали спорадические нападения на небольшие правительственные подразделения, а чаще — на индивидуальных сторонников Кастро. Но в целом ELN перешла к оборонительной тактике, стараясь избегать столкновений с превосходящими силами LCB и milicias. Постепенно Карретеро склонился к плану эвакуации основных сил в Майами — чтобы присоединиться к вооружённым силам кубинской эмиграции. Этот план стал известен G-2.
Спецоперацию организовала госбезопасность под руководством Луиса Фелипе Дениса. Под контролем Луиса Фелипе Дениса и Лонгино Переса Диаса её провёл агент Антонио Дельгадо по прозвищу Человек из Майсинику (название фермы, на которой базировались постанцы). Войдя в доверие к повстанцам, он убедил их воспользоваться своим каналом эвакуации. 4 февраля 1964 В Дельгадо организовал засаду, в которую попала группа Маро Борхеса. Не зная об этом, Карретеро согласился на предложение «Человека из Майсинику».
На судне, вновь выданном за американское, была организована вторая засада. 9 марта 1964 Хулио Эмилио Карретеро и с ним четырнадцать повстанцев — среди них единственная женщина в эскабрайском восстании Сойла Агила Альмейда — оказались в плену. 22 июня Карретеро, Борхес и ещё десять повстанцев были расстреляны в Ла-Кабанья.

#### Последние бои ELN: командование Чеито
Последним главнокомандующим ELN стал Хосе Леон Хименес, он же Чеито Леон или Чеито (командование ему передал ещё сам Карретеро, намереваясь отплыть в Майами). Он провёл расследование засады, установил ответственность Дельгадо и приказал повесить его, что и было сделано. Разоблачение агента вдохновило оставшихся повстанцев, но их численность и общее положение уже не позволяли развивать сколько-нибудь успешное наступление.
В начале мая 1964 года боевики Чеито несколько раз атаковали членов коммунистических ячеек и ополченцев, обстреляли военный транспорт на шоссе, ведущим в Санкти-Спиритус. Части LCB и milicias неотступно преследовали повстанцев. 8 мая Чеито с трудом сумел вырваться из окружения в ожесточённом бою. 25 мая 1964 года он с группой повстанцев был окружён близ Тринидада. Получив два огнестрельных ранения, Чеито взорвал в руках гранату и погиб вместе с двумя ополченцами.

#### Окончательное подавление
С гибелью последнего командующего ELN фактически прекратила существование. Оставались лишь малочисленные разрозненные отряды, лишённые связи и методично ликвидируемые правительственными силами. Восстановить организованное повстанчество попытался Элой Гутьеррес Менойо. В декабре 1964 года он высадился на Кубе с вооружённым отрядом, но был взят в плен и приговорён к смертной казни с заменой на 30 лет тюремного заключения.
26 июля 1965 года Фидель Кастро выступал с речью, посвящённой 12-й годовщине нападения на казармы Монкада. Он, в частности, заявил о полной победе над «bandidos», которых, по его словам, оставалось в горах только трое. В декабре 1965 года, на территории Матансаса были арестованы госбезопасностью Луис Варгас и Хуан ла Кага. Последний повстанец-одиночка — крестьянин Хосе Ребосо Феблес (Пепе Ребосо) был схвачен с оружием в руках 1 октября 1966 года. Эти операции по захвату организовал Лейва Кастро.
Арест Пепе Ребосо явился последним актом Восстания Эскамбрай — «Войны с бандитами». Вооружённое сопротивление правящему режиму на Кубе было подавлено.

## Восстания в других регионах

### Запад
Кубинское антикоммунистическое повстанчество первой половины 1960-х не ограничивалось регионом Эскамбрай и провинцией Лас-Вильяс. Эвелио Дуке, Освальдо Рамирес и особенно Томас Сан-Хиль постоянно планировали территориальное расширение восстания и предпринимали практические попытки.
С 1960 года шла вооружённая борьба в провинции Пинар-дель-Рио. Во главе стояли бывшие командиры революционной армии Клодомиро Миранда и Бернардо Корралес. С 1961 года их поддержали крестьянские отряды Пастора Родригеса Роды, Франсиско Робайны (Мачете), Исмаэля Гарсиа Диаса и Педро Санчеса Фегередо.
В провинции Матансас основные силы восстания возглавлял бывший командир революционной армии крестьянин Бенито Кампос (Кампитос) и двое его сыновей. Отряд семейства Кампос получал финансовую помощь от MRR. Другой повстанческой группой командовал ранчеро Перико Санчес Гонсалес (на его решение повлияли впечатления сына-ополченца — Рауль Санчес Гонсалес участвовал в эскамбрайской зачистке и из-за этого стал противником Кастро). Третьей крупной группировкой руководил бывший лейтенант революционной армии Хуан Хосе Катала (Пичи). Количество небольших, но активных повстанческих групп исчислялось десятками. Заметна была также активность городского подполья, связанного с дореволюционными профсоюзами текстильного кластера. В апреле 1962 года совещание отрядов учредило в Матансасе Антикоммунистический фронт освобождения (FAL) под председательством Пичи. В провинции Гавана немногочисленный партизанский отряд возглавлял Филиберто Кото (Пиперо).
Повстанческая борьба в Пинар-дель-Рио и Матансасе была в целом идентична эскамбрайской, хотя велась в меньших масштабах. (Мачете, Кампитос или Пичи даже стилистическими особенностями походили на Рамиреса.) Совершались нападения на армейские и ополченские казармы, поджоги государственной и кооперативной собственности, убийства коммунистических активистов и информаторов G-2. Кампитос, Пичи и Санчес Гонсалес прославились умелым маневрированием, многократным уходом от преследований. В равнинной Гаване, практически лишённой гор и лесов, ландшафт не способствовал партизанской войне, здесь действия группы Пиперо сводились в основном к диверсиям.
Эмиссар Сан-Хиля Ренан Льянес установил связи и провёл основательные переговоры. Родригес Рода передал в дар эскамбрайцам два десятка карабинов и пулемёт, полученные от эмигрантов. Сан-Хиль переправил десяток карабинов для гаванских партизан Пиперо. Однако военно-оперативная координация «центральных» повстанцев с «западными» не удалась из-за различных условий. Западные провинции, в особенности Гавана, плотно контролировались властями. Во главе регионального отдела LCB стоял опытный командир Проенса Санчес. Была проведена серия войсковых операций по специальной методике Проенсы. Миранда и Корралес погибли ещё в 1961 году, Пиперо — в 1962 году, Родригес Рода, Мачете, Пичи, Санчес Гонсалес, Санчес Фигередо — в 1963 году, Кампитос покончил с собой в окружении в 1964-м.

### Восток
Антикастровское движение в Орьенте, на малой родине братьев Кастро, наименее отражено в источниках. Известно, однако, что за первую половину 1960-х здесь действовали около сорока партизанских отрядов.
Весной 1960 года поднял мятеж Мануэль Беатон, бывший капитан революционной армии. Эта ситуация была связана с внутренним конфликтом и взаимными подозрениями в Движении 26 июля из-за загадочной для многих смерти Камило Сьенфуэгоса в октябре 1959 года. Близкий друг Сьенфуэгоса капитан Кристино Наранхо начал собственное расследование. Через несколько дней его застрелил Беатон (якобы не опознав на КПП). Беатон считался «человеком Рауля Кастро», из-за чего подозрения сильно усилились. Вскоре Мануэль Беатон с братом Сиприано бежал в горы Сьерра-Маэстры. Братья собрали небольшую группу единомышленников и объявили вооружённую борьбу с режимом Кастро. Против них была направлена экспедиция под командованием Мануэля Фахардо. После нескольких боестолкновений мятежники были взяты в плен. Трибунал приговорил братьев Беатон и Фелипе Мартинеса к смертной казни. 15 июня 1960 года они были расстреляны в Сантьяго-де-Куба. Ещё пять человек приговорены к различным срокам заключения.
30 сентября 1960 года восстали сотни крестьян района Имиас (ныне провинция Гуантанамо) во главе с братьями Ортега — Рамоном и Альберто. Рамон Ортега был сержантом революционной армии, комендантом местных казарм, Альберто Ортега его подчинённым. Их поддержал антикоммунистически настроенный капитан Архео Эрнандес Дуран, начальник гарнизона Баракоа. В середине 1950-х братья Ортега были известны как уголовные преступники, к революции они примкнули во многом из-за преследований батистовской полиции. Они опасались, что новые власти поднимут полицейские архивы и привлекут их за прежний разбой. Идеология восстания имела свою специфику: Ортега объявили, что поддерживают «антикоммуниста» Фиделя против коммунистического узурпатора Рауля, защищают аграрную реформу и предотвращают «отправку детей в Россию». Подавление заняло около полугода, братья Ортега были убиты в бою в начале апреля 1961 года.
Летом 1961 года повстанцев Орьенте возглавили Фернандо Валле Галиндо и Альберто Мюллер Кинтана (студенческий активист DRE). Галиндо был командиром революционной армии, затем активистом M30N. Мюллер Кинтана — студенческий активист DRE — стал известен акцией протеста в Гаване 5 февраля 1960, во время визита на Кубу Анастаса Микояна. Несколько месяцев он скрывался, в августе сумел перебраться в Майами.
За три месяца группа Валле Галиндо совершила несколько нападений на правительственные силы, после чего разгромлена и лидер расстрелян. Мюллер Кинтана нелегально вернулся на Кубу и сумел организовать несколько подпольных ячеек в деревнях Орьенте. Ему удалось поднять на восстание в Сьерра-Маэстре около ста крестьян. Он планировал скоординироваться с партизанами Эскамбрая, но отряд был блокирован правительственными силами. Несколько повстанцев погибли в перестрелке, остальные взяты в плен. В 1964 были ликвидированы повстанческие группы Хорхе Родригеса и Гаспара Мартинеса Кироги, действовавшие в окрестностях Ольгина.
Организовать в Орьенте повстанческое движение, подобное другим регионам, не удалось. Разрозненные вооружённые группы не смогли объединиться или хотя бы скоординироваться. С другой стороны, именно здесь дольше всего продолжались одиночные вооружённые акции. В 1968 году был схвачен и расстрелян боевик-оперативник кубинской политэмиграции Амансио Москеда (Ярей), в прошлом участник восстания братьев Ортега. В 1970 году высадки в Орьенте предприняли эскамбрайский ветеран Висенте Мендес и Хосе Перес Родригес. Их попытки возобновить партизанскую войну не удались, Мендес и Перес погибли в боях.

### Центр
Активный характер приобрело восстание в центральной провинции Камагуэй, граничившей с Лас-Вильяс. В октябре 1961 года поднял мятеж на авиабазе в Камагуэе офицер правительственных ВВС Роландо Мартин Амодеа. Выступление удалось подавить только через несколько месяцев. Амодеа был взят в плен, доставлен в Гавану и расстрелян в 1964 году.
Самый крупный отряд возглавляли крестьяне братья Мартинес Андраде — Арнольдо и Хуан (двое других братьев служили в ополчении Кастро). Другим формированием руководил Марио Браво Сервантес, бывший парикмахер, оказавшийся «прирождённым командиром». Среди командиров и боевиков известны также бывший боец революционной армии Эверардо Диас (Фриас), мясник Адальберто Мендес Эскихароса, бежавший из тюрьмы для несовершеннолетних Маноло Лопес (Локо), сменивший его во главе отряда Флоро Камачо.
Камагуэйские повстанцы тесно сотрудничали с эскамбрайскими. Летом-осенью 1961 года они совершили серию атак разных районых Лас-Вильяса и Камагуэя. Основным тактическим методом являлись обстрелы военных транспортов на шоссе и административных офисов, сожжение кооперативных посевов. Единовременная численность повстанцев в Камагуэе не превышала семидесяти человек, но против них были направлены крупные силы спецназа LCB с бронетехникой и лёгкой артиллерией.
Наиболее ожесточённые бои в Камагуэе пришлись на 1962—1963 годы. Погиб в бою Арнольдо Мартинес Андраде, попал в плен и расстрелян в Эскамбрае Мендес Эскихароса. Девятнадцатилетний Локо Лопес был убит, но перед смертью застрелил командира спецроты LCB Оскара Фигередо. После гибели брата Хуан Мартинес Андраде устроил засаду, в столкновении с которой погиб лейтенант LCB Луис Пас. В декабре 1963 года отряд Мартинеса Андраде был окружён силами LCB, но сумел прорвать окружение в рукопашном бою и скрыться в горах, соединившись с отрядом Браво Сервантеса. Камагуэйская «война с бандитами» принимала тяжёлый и затяжной оборот. Командовать правительственными силами был назначен команданте Проенса Санчес.
В мае 1964 года правительственными войсками был взят в плен повстанец Эстервино Гутьеррес, бывший солдат Батисты. Стремясь сохранить свою жизнь, он перешёл на сторону Кастро и сообщил всё, что знал о расположении повстанческих баз (несколько месяцев он воевал в составе LCB, но потом был расстрелян за прежние дела). Эта информация изменила ход борьбы в Камагуэе. В июньском бою в районе Ногерас погиб Фриас, вскоре расстрелян Камачо. Три недели спустя Браво Сервантес умер от ран в плену.
Разрозненные повстанческие акции в Камагуэе продолжались ещё год. Только 6 июля 1965 года LCB под личным командованием Лисардо Проенсы окружили в долине Рамонес группу Хуана Мартинеса Андраде. Повстанческий командир был убит в перестрелке. Три месяца спустя погиб последний камагуэйский повстанец — Рафаэль Лабрада Мартинес. Подавление камагуэйского повстанчества считается завершением организованной «войны с бандитами» не только в Эскамбрае, но по всей Кубе. Далее оставались лишь одиночки, последний из которых арестован 1 октября 1966 года.

## Внешнее участие
Уже с 1959 года США начали оказывать определённую поддержку кубинской оппозиции. Режим Кастро ещё не воспринимался как коммунистический и просоветский, но администрация Дуайта Эйзенхауэра была недовольна свержением «легитимного» Батисты, с которым существовали тесные взаимовыгодные связи. Тревогу в Вашингтоне вызывала и явная эволюция Кастро к коммунизму и советскому блоку.
17 марта 1960 года президент Эйзенхауэр санкционировал программу действий против режима Кастро. План предусматривал военную подготовку кубинских диссидентов для поддержки при вторжении американских войск ЦРУ начало подготовку эмигрантских диверсионных и боевых групп в тренировочных лагериях на территории Гватемалы. ЦРУ установила оперативную связь с гаванским центром Руисанчеса. Под прикрытием посольства, действовавшего в Гаване до весны 1961 года, американская разведка вела сбор информации и содействовала в организации антикастровского сопротивления. Наиболее тесное сотрудничество установилось у ЦРУ с MRR и FRD. Директор ЦРУ Аллен Даллес убеждал Эйзенхауэра в необходимости оказать организационное и материальное содействие повстанческому движению. Эту линию поначалу продолжила администрация Джона Кеннеди.
Кубинские лётчики-эмигранты совершали рейсы на американских самолётах, сбрасывая повстанцам оружие и снаряжение. Эти акции были не очень эффективны, нередко сброшенные контейнеры доставались правительственным войскам. Более успешно осуществлялись поставки водным путём. Были организованы заметные диверсии на линиях электропередач и нефтеперерабатывающем заводе. Совсем неудачны оказались попытки десантов — из 68 человек до повстанцев добрались лишь семеро, остальные попали в плен.
Главной антикастровской акцией США стала эмигрантская высадка в Заливе Свиней (пример гибридной войны). Координация с Восстанием Эскамбрай и какое-либо участие повстанцев практически отсутствовали. После разгрома эмигрантов на Плайя-Хирон и особенно после Карибского кризиса снизился американский интерес к кубинской вооружённой оппозиции. 30 ноября 1961 года Кеннеди утвердил широкомасштабный план Операции «Мангуст», включавший различные меры от психологической войны до военно-диверсионных акций. Профильные подразделения ЦРУ продолжали оказывать финансовую и организационную помощь антикастровским силам. Но масштабы значительно уменьшились и фактически не имели расчёта на кардинальное изменение военно-политической ситуации. Основное противостояние Холодной войны переносилась в Юго-Восточную Азию. На кубинском направлении ставка делалась не на внутреннее сопротивление, а на эмигрантские группировки.
Официальная кубинская пропаганда подчёркивала и акцентировала американскую роль в повстанческом движении «bandidos». Но в этом допускались большие преувеличения. Движение возникло прежде американской помощи и продолжилось после её фактического прекращения. Восстание Эскамбрай, подобно Кубинской революции, имело серьёзные внутренние причины.
Внешней поддержкой пользовалась и другая сторона. Советский Союз, государства Варшавского договора и СЭВ, отдельно Югославия оказывали массированную политическую, военную и экономическую помощь правительству Фиделя Кастро. Эта поддержка осуществлялась официально по межгосударственной линии и многократно превосходила американскую помощь антикоммунистическим повстанцам. Особенно большие масштабы она приобрела с 1961 года, когда Кастро объявил социалистический курс.

## Итоги и значение
Восстание Эскамбрай — «Война с бандитами» стала для Кубы самой длительной, ожесточённой и кровопролитной с 1902 года. С обеих сторон практиковались большие жестокости — пытки и бессудные казни пленных, убийства гражданских лиц, сожжение домов. Точная численность жертв не установлена (официально названы цифры только по погибшим военнослужащим — 500—600), но статистика приводится одного порядка. Предполагается, что погибли около 2,5—3 тысяч повстанцев (из них более 1,4 тысячи казнённые) и 3—4 тысячи представителей правительственной стороны (порядка пятьсот военных, более трёх тысяч ополченцев, неустановленное количество гражданских лиц). Последние данные принадлежат хорошо осведомлённому Норберто Фуэнтесу и считаются достоверными. Материальный ущерб составил от 800 миллионов до 1 миллиарда песо.
Подавление восстания укрепило режим Кастро. Самые активные противники были убиты, отправлены в тюрьмы или бежали из страны. Сотни тысяч кубинцев прошли через государственную мобилизационную систему. Власть консолидировалась на коммунистической платформе, утвердилась однопартийная система. 3 октября 1965 была воссоздана в качестве правящей Коммунистическая партия Кубы под руководством первого секретаря ЦК Фиделя Кастро.
Организованную борьбу против Кастро продолжали эмигрантские организации. На первом плане выступали Орландо Бош (военно-террористическая сторона) и Мануэль Артиме (политическая сторона). Некоторые участники Восстания Эскамбрай сумели перебраться в США. Одни сделали это ещё во время боёв — как Эвелио Дуке или Эдель Монтьель. Другие отбыли длительные тюремные сроки и эмигрировали после освобождения — как Эусебио Пеньяльвер или Сойла Агила Альмейда. Монтьель состоял в «Альфа 66», участвовал в антикоммунистических и антикастровских акциях. Пеньяльвер стал активным эмигрантским политиком, возглавлял организации бывших кубинских политзаключённых. Элой Гутьеррес Менойо после многолетнего заключения уехал в США, затем вернулся на Кубу и до конца жизни оставался легальным диссидентом.
Власти Кубы по-прежнему трактуют события как «войну с бандитами». Кубинская оппозиция в XXI веке применяет только методы мирного протеста. Однако память о Восстании Эскамбрай сохраняется как традиция. В апреле 2009 диссидентская группа в провинции Вилья-Клара отмечала 47-ю годовщину последнего боя Освальдо Рамиреса. Название Капитан Тондике носит диссидентский благотворительный проект помощи малоимущим и бездомным.